# Igreja de São Miguel (Martinchel)
Die Igreja de São Miguel ist die katholische Pfarrkirche von Martinchel (Portugal).

## Geschichte
Eine Kirche bestand vermutlich bereits im 17. Jahrhundert im Ort. 1959 wurde die Kirche rekonstruiert und am 26. Juli des gleichen Jahres geweiht.

## Beschreibung
Die Kirche auf rechteckigem Grundriss besteht aus einem Schiff, Chor, Anbauten sowie einem Glockenturm an der rechten Seite. Die Hauptfassade ist nach Südosten ausgerichtet. Im Giebel befindet sich ein lateinisches Kreuz. 